# Empelder Kapelle

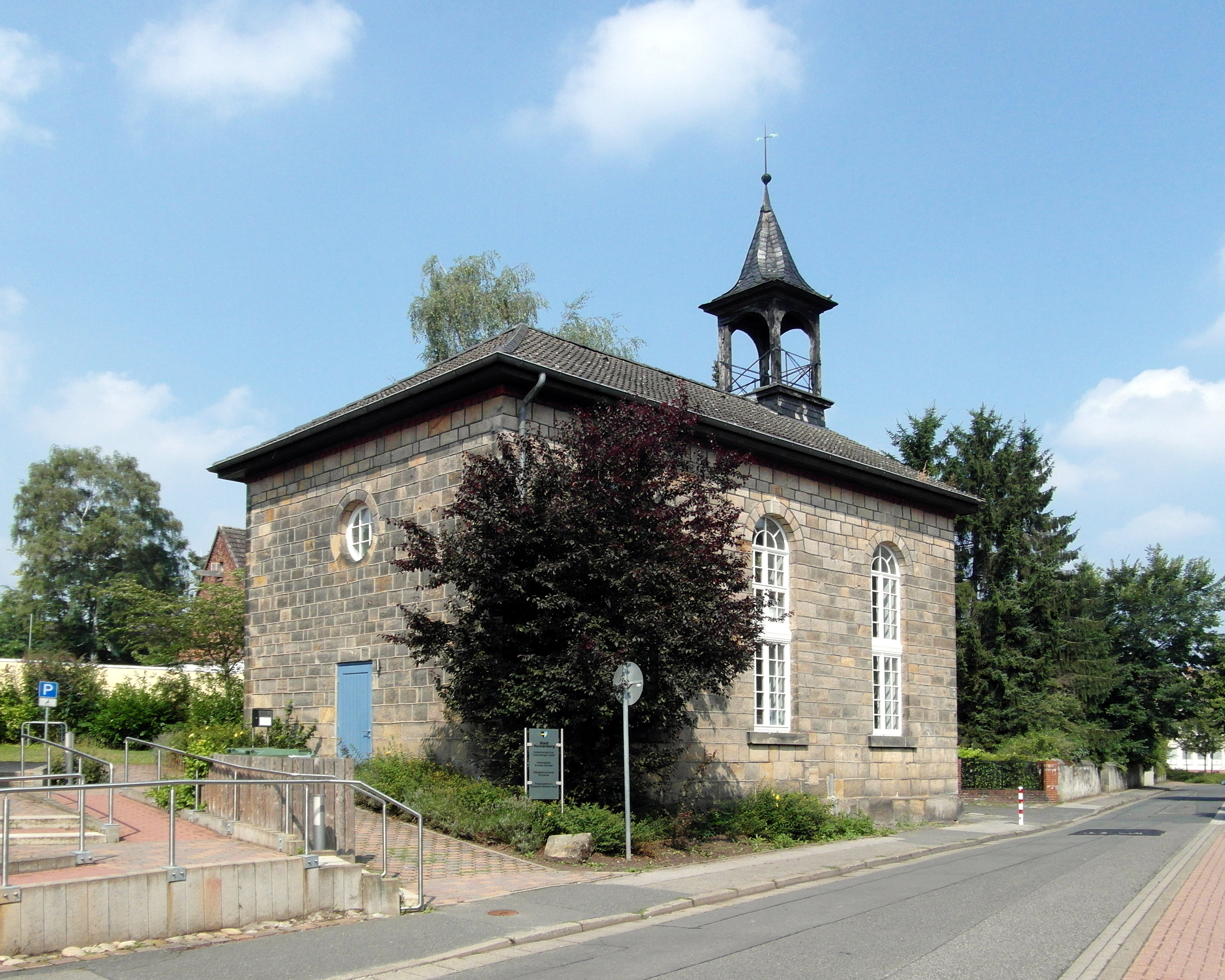
Die ehemalige Kapelle, heute Stadtteil-Bibliothek in Empelde

Die Empelder Kapelle im Ronnenberger Ortsteil Empelde, Region Hannover, ist ein ehemals als Kapelle genutztes Gebäude aus der ersten Hälfte des 19. Jahrhunderts. Standort des historischen Bauwerks, das zum Archiv und zur Stadtteil-Bibliothek umfunktioniert wurde, ist die Stille Straße 6.

## Geschichte und Beschreibung
Die heutige Kapelle ist Nachfolgerin eines älteren Bauwerkes, über deren Besitz und Einkünfte Quellen seit 1657 vorliegen.
Mit Hilfe des solide fundierten „Kapellenvermögens“ konnte zur Zeit des Königreichs Hannover das heutige Gebäude in Auftrag gegeben werden. Die Gesamtkosten einschließlich der Aufwendungen für den Grunderwerb betrugen letztlich 2337 Taler, 16 Groschen und 1 Pfennig. Dafür entstand – nach einem Entwurf des Konsistorialbaumeisters Friedrich August Ludwig Hellner – ab dem Frühjahr 1842 ein 44 Fuß langer und 28 Fuß breiter, rechteckiger Bau aus Sandstein, der für 130 Sitzplätze berechnet worden war. Schon am 30. Oktober desselben Jahres konnten die Kirchenkommissare von Empelde dem hannoverschen Konsistorium die Vollendung der Kapelle melden. Sie wurde 1843 eingeweiht.
In der Nachkriegszeit war die evangelisch-lutherische Kirchengemeinde Empeldes vor allem durch Zuzug bis in die 1960er Jahre so stark angewachsen, dass die alte Kapelle nicht mehr genügend Platz bot. Daher wurde als Ersatz die 1964 eingeweihte Johanniskirche errichtet. Dort erinnert eine Glocke an den älteren Sakralbau.
1973 vermachte die Gemeinde ihre alte Kapelle an der Stillen Straße der Stadt zum Geschenk. In der Folge wurde das Bauwerk unterschiedlich genutzt, mal als Jugendzentrum, mal als Hort und für eine Mutter-Kind-Gruppe. Im Jahr 2006 zog die Bibliothek – nach zweijähriger Suche nach einem anderen Standort – in das historische Bauwerk ein.
Im Lauf der Jahre bildete sich rund um den historischen Ortskern ein kleines kulturelles Zentrum. Im Haus Nummer 8 etablierte sich das Frauenzentrum mit Angeboten zu Fortbildung und Fitness für Frauen. Dahinter zog eine Kita ein. Noch Ende des Jahres 2018 bot der Platz rund um die alte Kapelle mit ihren Sitzbänken den „lückenlos gepflasterten Charme der Siebzigerjahre.“